# QST
QSTは、アメリカ無線中継連盟(ARRL)が発行する月刊の雑誌である。

## 概要
内容は英語で記載されており、世界で購読されているアマチュア無線の愛好家向けに刊行されている月刊誌で、無線通信実験、無線機器の理論・設計・製作に関する高度な技術記事が掲載されている。誌名のQSTはかつて全ての局への呼出しを意味していたQ符号に由来する。
QSTは1915年12月に創刊された。アメリカ合衆国におけるアマチュア無線の歴史を克明に記録しており、この種の継続的に刊行されているアマチュア無線関係の雑誌ではイギリスのRadComに次ぐ歴史を有する。
1917年4月にアメリカが第一次世界大戦に参戦したことによりアマチュア無線の活動は禁止させられ、アマチュア無線家達は通信兵として出兵させられたため、1917年9月から1919年5月に復刊するまで一時期刊行が中断した。第二次世界大戦中はアマチュア無線は禁止させられていたものの、雑誌の刊行は継続された。
2008年からはARRLの会員向けにPDFフォーマットでも配信されている。